# Andrej Savel'ev
Andrej Nikolaevič Savel'ev (in russo Андрей Николаевич Савельев?; Svobodnyj, 8 agosto 1962) è un politico russo. 
È stato eletto alla Duma nel dicembre 2003 come membro della fazione Rodina ed è presidente del Partito Grande Russia. Non si è candidato alla rielezione nel 2007 poiché al suo partito è stata negata la registrazione dalla Commissione elettorale centrale russa.

## Biografia
Savelyev è nato a Svobodny, nell'Oblast dell'Amur l'8 Agosto 1962. Si è laureato presso il Dipartimento di Fisica Molecolare e Chimica dell'Istituto di Fisica e Tecnologia Di Mosca nel 1985. Negli anni 1985-1990 Savelyev ha lavorato presso l'Istituto di fisica chimica NN Semyonov dell'Accademia delle scienze russa e l'Istituto per i problemi energetici in fisica chimica, RAS. Ha conseguito il dottorato di ricerca. in fisica chimica nel 1991. Ha inoltre conseguito un dottorato in scienze politiche nel 2000. Prima di essere eletto alla Duma, è stato docente universitario ed è stato coinvolto in numerose organizzazioni politiche nazionaliste e patriottiche in Russia.

## Carriera politica
È stato eletto alla Duma della città di Mosca nel 1990 e ha lavorato alla campagna di Alexander Lebed per la presidenza russa nel 1996. Tra il 1999 e il 2000 ha lavorato come preparatore di discorsi per il deputato nazionalista Dmitry Rogozin . Savelyev è attualmente presidente del Comitato per la Comunità degli Stati indipendenti e le relazioni con i compatrioti alla Duma . Ha anche servito nell'organo di governo di Rodina prima della fusione del partito con il Partito dei pensionati russi e il Partito della vita russo nell'ottobre 2006.
Ha guadagnato notorietà nel 2004 quando era coinvolto in uno scontro con il leader del Partito Liberal-Democratico di Russia Vladimir Zhirinovsky. Savelyev è un Grandmaster A Taekwondo e lo scontro doveva essere rotto da altri giudici. Il combattimento è disponibile su YouTube.
Savelyev ha guadagnato ancora di più ricognizione quando, insieme a Rogozin e altri 3 politici Rodina, è andato con lo sciopero della fame per protestare contro i cambiamenti del sistema di guerra siociale in Russia.L'ultima protesta è durata una settimana prima di essere tolto da i partecipanti.
Dopo la fusione di Rodina in Fair Russia, Savelyev ha rifiutato di unirsi al nuovo partito. Ora è membro del Congresso delle comunità russe insieme al suo ex capo, Dmitry Rogozin . Dall'aprile 2007, Savelyev è a capo del Comitato del partito Grande Russia . Da maggio 2007 è presidente del partito.